# ماركوس مولر (أستاذ جامعي)
ماركوس مولر (بالألمانية: Markus Müller)‏ هو عالم أدوية نمساوي، ولد في 23 أغسطس 1967 في كلاغنفورت في النمسا.